# Ракояди (Великопольське воєводство)
Ракояди (пол. Rakojady, нім. Krebsbach) — село в Польщі, у гміні Скоки Вонґровецького повіту Великопольського воєводства.
Населення — 88 осіб (2011).
У 1975-1998 роках село належало до Познанського воєводства.

## Демографія
Демографічна структура станом на 31 березня 2011 року:
|          | Загалом | Допрацездатний вік | Працездатний вік | Постпрацездатний вік |
| -------- | ------- | ------------------ | ---------------- | -------------------- |
| Чоловіки | 46      | 10                 | 32               | 4                    |
| Жінки    | 42      | 10                 | 24               | 8                    |
| Разом    | 88      | 20                 | 56               | 12                   |